# Communauté de communes Ardre et Tardenois
La communauté de communes Ardre et Tardenois est une ancienne communauté de communes française, située dans le département de la Marne et la région Champagne-Ardenne. Elle a existé de 1996 à 2013.

## Histoire
Les communes de Bouleuse et de Courtagnon ont quitté le 31 décembre 2012 la  communauté  de communes Ardre et Tardenois pour rejoindre la Communauté de communes Champagne Vesle (CCCV).
Au 1er janvier 2014, la CCAT a fusionné avec la communauté de communes du Châtillonnais pour former la nouvelle communauté de communes Ardre et Châtillonnais,, conformément aux dispositions du schéma départemental de coopération intercommunale de la Marne du 15 décembre 2011.

## Territoire communautaire

### Composition
Elle était composée des communes suivantes :
- Aougny
- Bligny
- Brouillet
- Chambrecy
- Chaumuzy
- Lagery
- Lhéry
- Marfaux
- Poilly
- Pourcy
- Romigny
- Sarcy
- Tramery
- Ville-en-Tardenois

## Administration

### Siège
La communauté de communes avait son siège à la Ville-en-Tardenois, 9 rue des Quatre-Vents.

### Élus
La communauté de communes était administrée par un conseil communautaire constitué de représentants de chaque commune, élus en leur sein par les conseils municipaux.

### Liste des présidents
| Période                                  | Période | Identité      | Étiquette | Qualité                                                                        |
| ---------------------------------------- | ------- | ------------- | --------- | ------------------------------------------------------------------------------ |
| Les données manquantes sont à compléter. |         |               |           |                                                                                |
| ?                                        | 2013    | Bruno Cochemé |           | Maire de Romigny (1989 → ) Président de la CC Ardre et Châtillonnais (2014 → ) |

### Compétences
L'intercommunalité exerçait les compétences qui lui avaient été transférées par les communes membres, conformément aux dispositions légales.